# Margareta Keszeg
Margareta Keszeg (née le 31 août 1965 à Mediaș) est une athlète roumaine, spécialiste des courses de demi-fond.

## Biographie
Elle s'illustre notamment lors de compétitions « indoor » dans l'épreuve du 3 000 mètres en décrochant trois médailles lors des Championnats du monde en salle : le bronze en 1989 et l'argent en 1991 et 1993. Elle remporte également trois médailles lors des Championnats d'Europe en salle : l'or en 1992 et l'argent en 1990 et 1994.

### Palmarès
| Date | Compétition                    | Lieu     | Résultat | Épreuve |
| ---- | ------------------------------ | -------- | -------- | ------- |
| 1989 | Championnats du monde en salle | Budapest | 3e       | 3 000m  |
| 1990 | Championnats d'Europe en salle | Glasgow  | 2e       | 3 000m  |
| 1990 | Championnats d'Europe          | Split    | 5e       | 3 000m  |
| 1991 | Championnats du monde en salle | Séville  | 2e       | 3 000m  |
| 1991 | Championnats du monde          | Tokyo    | 5e       | 3 000m  |
| 1992 | Championnats d'Europe en salle | Gênes    | 1er      | 3 000m  |
| 1993 | Championnats du monde en salle | Toronto  | 2e       | 3 000m  |
| 1994 | Championnats d'Europe en salle | Paris    | 2e       | 3 000m  |

### Records
| Épreuve | Épreuve   | Performance   | Lieu     | Date         |
| ------- | --------- | ------------- | -------- | ------------ |
| 3 000 m | Plein air | 8 min 42 s 02 | Tokyo    | 26 août 1991 |
| 3 000 m | Salle     | 8 min 48 s 70 | Budapest | 4 mars 1989  |